# Rafael Adorno (Dux de Génova)
Rafael Adorno (Raffaele Adorno, Génova 1375 - Génova, julio de 1458) fue un hombre de estado genovés, señor de Silvano de Orba en 1446, cónsul de Caffa de 1410 a 1412, consejero de la república de Génova de 1422 a  1424, Dux de Génova del 28 de enero de 1443 al 4 de enero de 1447. Su hija Vannina se casó con Galeotto I del Carretto, marqués de Finale (muerto el 30 de mayo de 1450 en la batalla de Quimper). Su hijo Agostino Adorno (muerto en 1502)  fue conde de Tenda en 1472 por su matrimonio (el segundo) con la condesa Francesca Maddalena Lascaris, y fue también el padre del dux Antoniotto II Adorno.
- Datos: Q3928996
- Multimedia: Raffaele Adorno / Q3928996